# トレイ・テリグマン
トレイ・テリグマン（Tra Telligman、1965年2月7日 - ）は、アメリカ合衆国の男性総合格闘家。テキサス州ダラス出身。ライオンズ・デン所属。
片肺のないファイターとして知られ、UFCを始めとしてPRIDE、パンクラスにも参戦経験を持つ。

## 来歴
幼児期に自動車事故に巻き込まれ、右胸の大胸筋と右肺を失う大怪我を負う。その後、ハンディに耐えながら格闘家としてトレーニングを積み、1995年のデビュー戦では1RでKO勝利を挙げた。
2001年3月25日、PRIDE.13でイゴール・ボブチャンチンと対戦し、3-0の判定勝ちを収めた。
2005年8月20日、UFC 54でティム・シルビアと対戦し、左ハイキックでKO負けを喫した。

## 戦績

### 総合格闘技
| 総合格闘技 戦績 | 総合格闘技 戦績 | 総合格闘技 戦績 | 総合格闘技 戦績 | 総合格闘技 戦績 | 総合格闘技 戦績 | 総合格闘技 戦績 |
| --------------- | --------------- | --------------- | --------------- | --------------- | --------------- | --------------- |
| 13 試合         | (T)KO           | 一本            | 判定            | その他          | 引き分け        | 無効試合        |
| 7 勝            | 2               | 4               | 1               | 0               | 1               | 0               |
| 5 敗            | 4               | 0               | 1               | 0               | 1               | 0               |

| 勝敗 | 対戦相手                   | 試合結果                         | 大会名                                               | 開催年月日     |
| ×    | ティム・シルビア           | 1R 4:59 KO（左ハイキック）       | UFC 54: Boiling Point                                | 2005年8月20日  |
| ×    | ペドロ・ヒーゾ             | 2R 4:25 TKO（ドクターストップ）  | UFC 43: Meltdown                                     | 2003年6月6日   |
| ○    | イゴール・ボブチャンチン   | 3R（10分/5分/5分）終了 判定3-0   | PRIDE.13                                             | 2001年3月25日  |
| ×    | カーロス・バヘット         | 10分2R終了 判定                  | PRIDE.9                                              | 2000年6月4日   |
| ×    | ペドロ・ヒーゾ             | 1R 4:29 KO（右ストレート）       | UFC 20: Battle for the Gold                          | 1999年5月7日   |
| ○    | デビッド・リベラ           | 1R TKO（パンチ連打）             | World Pankration Championships 2                     | 1998年1月16日  |
| ○    | ブラッド・コーラー         | 1R 10:05 腕ひしぎ十字固め        | UFC Japan: Ultimate Japan                            | 1997年12月21日 |
| △    | 山宮恵一郎                 | 10分+延長3分終了 判定0-1         | PANCRASE 1997 ALIVE TOUR                             | 1997年10月29日 |
| ○    | リック・マティス           | 1R 0:58 ヒールホールド           | World Pankration Championships 1                     | 1997年10月26日 |
| ×    | ビクトー・ベウフォート     | 1R 1:17 TKO（カット）            | UFC 12: Judgement Day 【ヘビー級トーナメント 1回戦】 | 1997年2月7日   |
| ○    | ウォルト・ダービー         | 1R 2:09 ギブアップ（パンチ連打） | SuperBrawl 1 【ヘビー級トーナメント 決勝】           | 1996年6月28日  |
| ○    | ブライアン・マタプーア     | 1R 2:04 ギブアップ（パンチ連打） | SuperBrawl 1 【ヘビー級トーナメント 1回戦】          | 1996年6月28日  |
| ○    | ウラジミール・ホーデンキン | 1R 1:40 KO（パンチ連打）         | IAFC: Absolute Fighting Championship 1               | 1995年9月25日  |

### グラップリング
| 勝敗 | 対戦相手           | 試合結果          | 大会名                         | 開催年月日    |
| ×    | ヒカルド・モラエス | 10分終了 ポイント | ADCC 1999 【99kg以上級 1回戦】 | 1999年2月24日 |

## 獲得タイトル
- SuperBrawl 1ヘビー級トーナメント 優勝（1996年）